# Palomar 10
Palomar 10 (GCl 111) – gromada kulista znajdująca się w kierunku konstelacji Strzały w odległości około 19 200 lat świetlnych od Ziemi. Została odkryta w 1955 roku przez Alberta Wilsona.
Palomar 10 znajduje się 20 900 lat świetlnych od jądra Drogi Mlecznej. Gromada ta jest w znacznym stopniu przesłonięta przez pył naszej Galaktyki.